# CD FAS
Club Deportivo FAS is een Salvadoraanse voetbalclub uit Santa Ana. De club werd opgericht op 16 februari 1947. CD FAS speelt in de Primera División en heeft als thuisstadion het Estadio Oscar Quiteño, dat 15.000 plaatsen telt. Grote rivaal is CD Águila.

## Erelijst
- Landskampioen (16)

1952, 1954, 1958, 1961, 1962, 1978, 1979, 1981, 1984, 1995, 1996, Clausura 2002, Apertura 2002, Apertura 2003, Apertura 2004, Clausura 2005
- CONCACAF Champions Cup (1)

1979

## Bekende (oud-)spelers
- Walter Escobar
- Jorge González